# Daniel Dennett

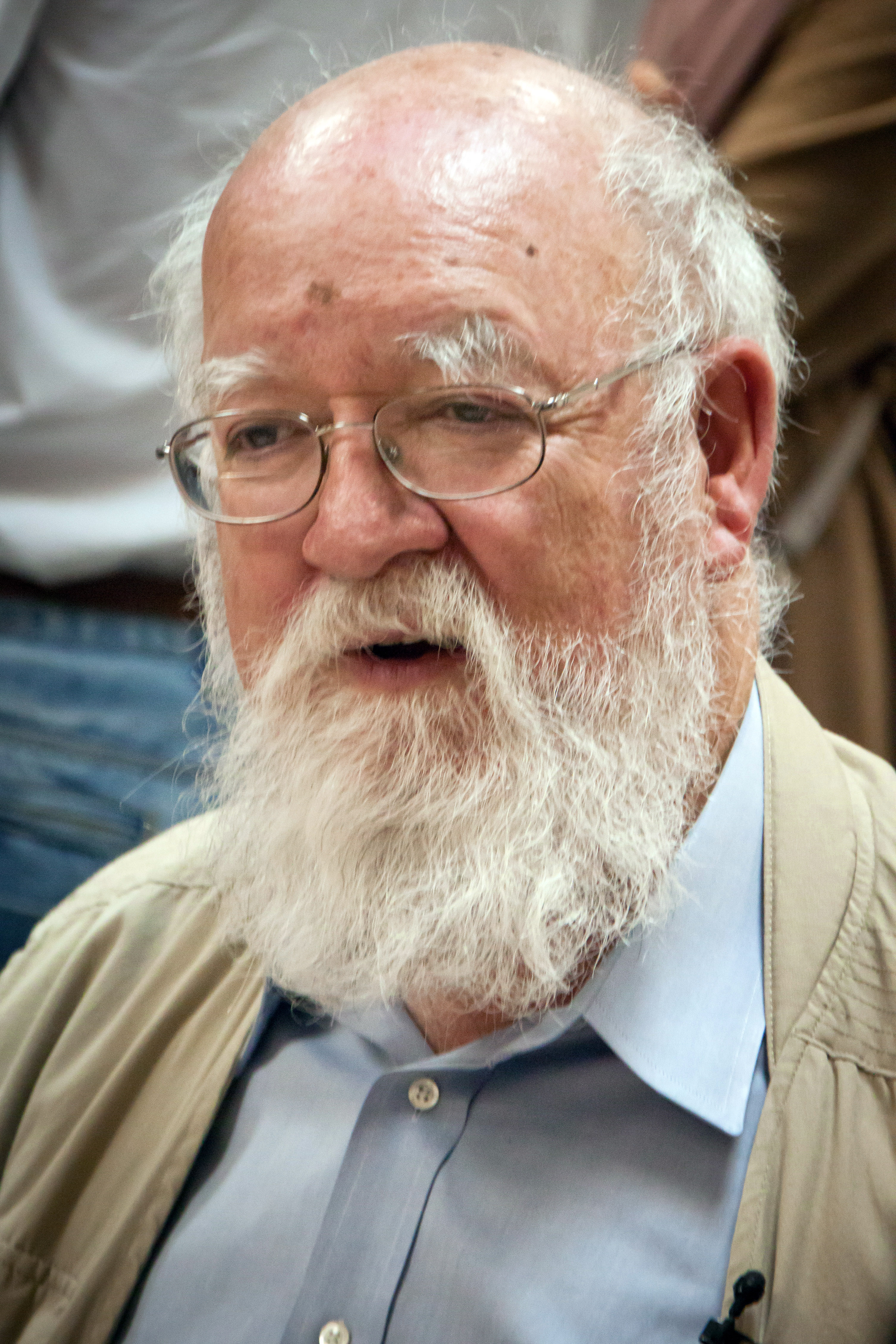
Daniel Dennett (2012)

Daniel Clement Dennett (* 28. März 1942 in Boston, Massachusetts; † 19. April 2024 in Portland, Maine) war ein US-amerikanischer Philosoph. Er gilt als einer der führenden Vertreter eines entschiedenen Naturalismus, seiner Hauptthemen sind Philosophie der Biologie, Wissenschaftstheorie und Philosophie des Geistes. Dennett war Professor für Philosophie und Direktor des Zentrums für Kognitionswissenschaft an der Tufts University (bei Boston).

## Leben
1963 schloss Daniel Dennett sein Studium in Harvard mit einem Bachelor in Philosophie ab. Anschließend zog er nach Oxford, um mit dem Philosophen Gilbert Ryle zusammenzuarbeiten, bei dem er 1965 in Philosophie promovierte. Von 1965 bis 1971 lehrte er an der University of California, Irvine. Es folgten Gastprofessuren in Harvard, Pittsburgh, Oxford, an der École normale supérieure de Paris, der London School of Economics and Political Science und der American University of Beirut. Danach ging er an die Tufts University, wo er von da an lehrte.
Er erhielt zwei Guggenheim-Stipendien, ein Fulbright-Stipendium und ein Stipendium des Center for Advanced Study in the Behavioral Sciences.
Dennett war Mitglied im Committee for Skeptical Inquiry und der American Academy of Arts and Sciences (1987 gewählt). Ab 2009 war er Fellow der American Association for the Advancement of Science.
Dennett lebte mit seiner Frau Susan Bell Dennett in North Andover, Massachusetts. Sie hatten zwei gemeinsame Kinder. Er starb am 19. April 2024 im Alter von 82 Jahren in Portland.

## Lehre

### Der naturalistische Blick auf den Menschen
„Der Mensch ist ein natürliches Wesen, das im Prozess der Evolution aus der Tierwelt hervorgegangen ist.“ Dies ist nach Dennett „Darwins gefährliche Idee“ (1995), die uns zu einem naturalistischen Blick auf den Menschen zwinge. Das heißt, so Dennett, dass es in Bezug auf das Wesen des Menschen nichts grundsätzlich Rätselhaftes gebe, nichts, was die Naturwissenschaften nicht – im Prinzip – erklären könnten. Diese generelle Position hat laut Dennett zur Folge, dass die Evolutionstheorie auch in der Erklärung des menschlichen Verhaltens und Denkens eine zentrale Rolle spiele. Da sich die kulturelle Evolution jedoch nicht durch Genselektion erklären lässt, ist Dennett zu einem bekannten Vertreter des Memkonzepts geworden. Meme sind für Dennett die Analoga von Genen in der kulturellen Evolution.
Dennett beschrieb sich als Atheisten, allerdings sei er sich bei seiner Gottesablehnung nur genauso gewiss wie bei anderen unüberprüfbaren Aussagen auch (wie z. B. Russells Teekanne). Dennett gehörte den Brights an, welche sich als eine Gruppe von Menschen mit einem naturalistischen Weltbild verstehen. Als das Konzept der Brights 2003 aufkam, verfasste Dennett auch einen Artikel The Bright Stuff in der New York Times. Den Artikel begann er mit folgenden Worten:
„Die Zeit ist reif für uns Brights, uns zu bekennen. Was ist ein Bright? Ein Bright ist eine Person mit einem naturalistischen Weltbild, frei von Übernatürlichem. Wir Brights glauben nicht an Geister, Elfen oder den Osterhasen – oder an Gott.“

### Die universale Evolution
In seinem Buch Darwins gefährliches Erbe (1995) bezeichnete Dennett die Evolutionstheorie als äußerst erfolgreiche Theorie. Darüber hinaus erweiterte er den Evolutionsbegriff über die Biologie hinaus, indem er die drei darwinschen Mechanismen Variation, Selektion und Replikation als allgemeinen Algorithmus bezeichnete, der auch außerhalb des Lebendigen überall wirken könne. Damit verwies er auf eine Verallgemeinerung der Theorie, die er allerdings selbst nicht weiter ausführte.

### Eine empirische Erklärung des Bewusstseins
Dennett wurde in seinem Studium von der Philosophie Descartes’ stark beeindruckt. Er versuchte aber nun zu zeigen, warum Descartes’ Annahmen über das Bewusstsein falsch sind. Dennett lehnte den cartesischen Dualismus ab und vertrat den Funktionalismus. Seine Annäherung an eine Erklärung des Bewusstseins lautete:

„Der bewusste menschliche Geist ist so etwas wie eine sequentielle virtuelle Maschine, die – ineffizient – auf der parallelen Hardware implementiert ist, die uns die Evolution beschert hat.“

Mit dem von ihm geprägten Begriff eines Cartesischen Theaters begegnete er auch der Vorstellung, im Gehirn gebe es eine zentrale Stelle, an der neuronale Prozesse in Bewusstseinsinhalte umgesetzt werden. Nach Dennett ist Bewusstsein weniger wie Fernsehen, sondern eher wie Ruhm, wobei ein weniger missverständlicher Begriff der englische Slangausdruck clout ist, der im Deutschen keine exakte Entsprechung habe.

### Qualia-Eliminativismus

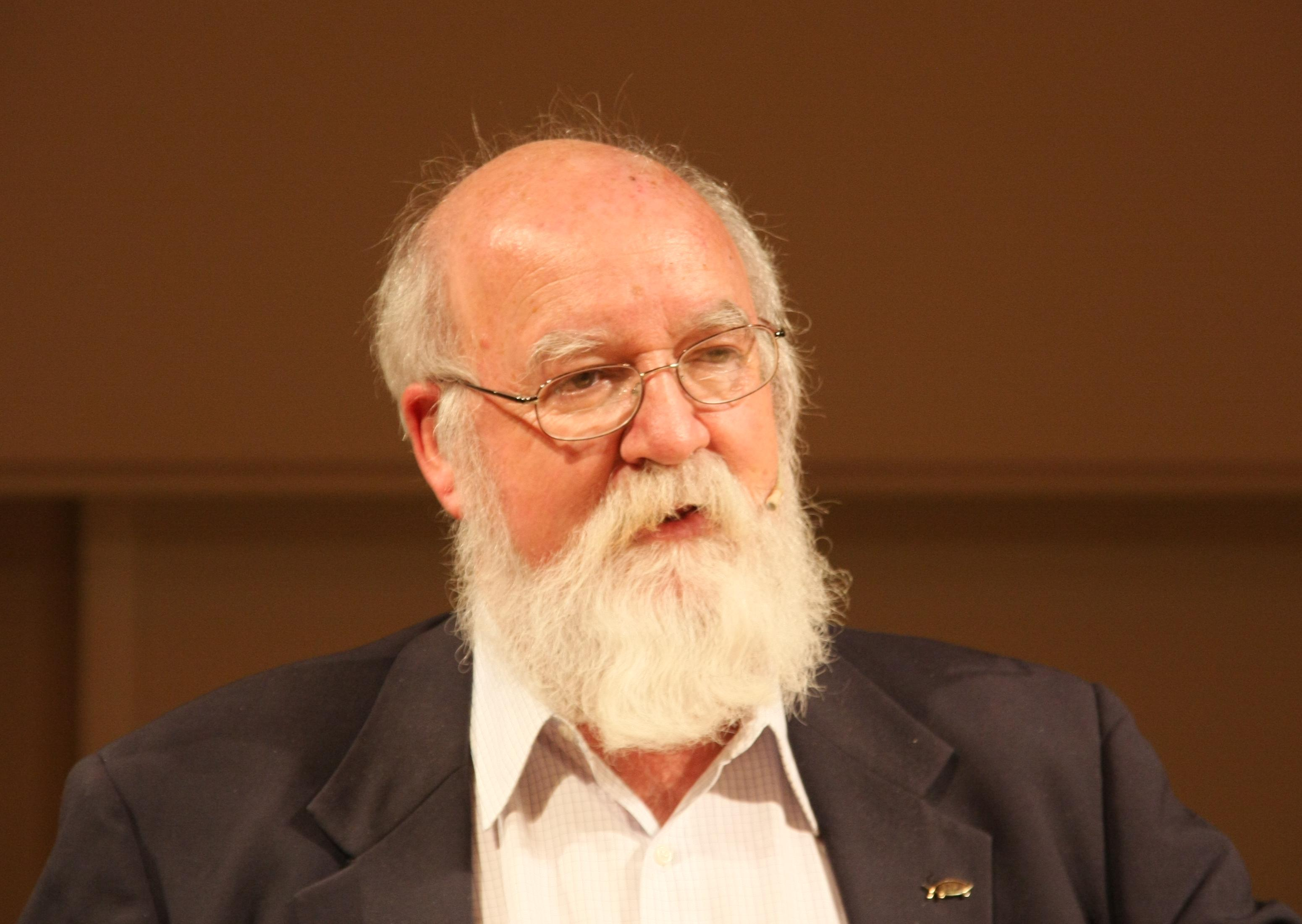
Daniel Dennett (2008)

Dennett argumentierte, dass sich das Bewusstsein durch die Neuro- und Kognitionswissenschaften in Zukunft restlos erklären lassen werde. Ein klassisches Problem sei der Erlebnisgehalt (die Qualia) von mentalen Zuständen. Wenn man sich mit einer Nadel in die Hand sticht, führe das nicht nur zu bestimmten Aktivitäten im Gehirn und letztlich zu einem bestimmten Verhalten – es tue auch weh (es habe ein „Quale“, so der Singular zu Qualia). Die Tatsache, dass es weh tut und die Aktivitäten im Gehirn nicht ablaufen, ohne dass dabei ein Schmerzempfinden entstehe, ließen Dennett zu dem Schluss kommen, dass jedes Bewusstseinserlebnis an einen neurologischen Prozess gekoppelt ist. Dennett bezog sich hier auf Formulierungen des Qualia-Problems, wie es etwa von Thomas Nagel, Joseph Levine und David Chalmers vorgebracht wurde.
Die meisten naturalistisch eingestellten Philosophen versuchen zu zeigen, warum Erleben aus bestimmten Gehirnprozessen, funktionalen Zuständen oder Ähnlichem entsteht. Dennett dagegen ist der Meinung, dass es sich bei dem Qualiaproblem um ein Scheinproblem handelt. Er zeigte anhand der Analyse eines empirischen Experimentes in Bezug auf Veränderungsblindheit, dass Behauptungen über Qualia entweder aus der „Heterophänomenologie“ zugänglich oder aus der Erste-Person-Perspektive unzugänglich sind.

### Intentionalität
Doch der Erlebnisgehalt ist nicht das einzige Phänomen, das das Bewusstsein rätselhaft erscheinen lässt: Menschen sind nicht nur erlebende, sondern auch denkende Wesen. Philosophen diskutieren diese Tatsache unter dem Begriff „Intentionalität“, welche durch ihre Gerichtetheit gekennzeichnet ist: Der Gedanke p ist auf den Sachverhalt P gerichtet. Das macht ihn auch wahr oder falsch: Der Gedanke, dass Herodot ein Historiker war, ist offenbar wahr, und zwar deshalb, weil der Gedanke auf einen realen Sachverhalt gerichtet ist.
Doch dies wirft die Frage auf, wie Menschen intentionale Zustände haben können, denn Gehirnaktivitäten können nicht wahr oder falsch sein, genauso wenig wie sich elektrische Impulse im Gehirn auf Herodot und die Tatsache, dass er Historiker war, richten können. Die meisten naturalistisch gesinnten Philosophen versuchen nun zu zeigen, dass dies doch in irgendeiner Weise möglich ist.
Dennett hingegen machte darauf aufmerksam, dass wir Systeme in verschiedener Weise beschreiben können. Zunächst gibt es eine physikalische Einstellung: Man kann ein System in seinen physischen Eigenschaften beschreiben und so sein Verhalten vorhersagen. Das Verhalten eines Systems in physikalischer Einstellung vorherzusagen, wird jedoch oft aus Komplexitätsgründen nicht möglich sein. An dieser Stelle kann man zu einer funktionalen Einstellung greifen: Um eine Uhr zu verstehen und ihr Verhalten zu prognostizieren, muss man nur den Bauplan kennen, die konkrete physische Realisierung kann vernachlässigt werden. Doch manchmal sind Systeme sogar zu komplex, um ihnen in funktionaler Einstellung beizukommen. Dies gilt etwa für uns Menschen oder für Tiere. Hier greift die intentionale Einstellung: Das Verhalten eines Systems wird erklärt, indem man ihm Gedanken zuspricht. So sagt man etwa auch das Verhalten von Schachcomputern voraus: „Er denkt, dass ich den Turm opfern will.“
Dennetts Antwort auf das Intentionalitätsproblem lautete: Ein Wesen hat dann intentionale Zustände, wenn sein Verhalten mit einer intentionalen Einstellung vorausgesagt werden kann. Menschen sind in diesem Sinne intentionale Systeme – aber auch Schachcomputer haben diesen Status. Dennetts Position wird auch Instrumentalismus genannt, in dem das Konzept „Intentionalität“ eine nützliche Fiktion ist. In seinen neueren Arbeiten revidierte Dennett diese Position zum Teil. Er nannte sich nun einen „schwachen Realisten“ und meinte, dass intentionale Zustände so real wie zum Beispiel Muster seien. Man denke an einen Teppich: Das Muster auf ihm ist nicht im gleichen Sinne real wie der Teppich selbst. Dennoch ist das Muster nicht einfach nur eine nützliche Fiktion.

### Freiheit und Selbst
Das naturalistische Programm wird oft mit Unbehagen betrachtet, denn scheinbar greift es die klassischen Auffassungen von Freiheit und Selbstverständnis an. Auch wenn Dennett sich im Allgemeinen nicht scheute, weitgehende Konsequenzen aus dem naturalistischen Programm zu ziehen, so verteidigte er doch bis zu einem gewissen Grade die Begriffe Freiheit und Selbst.
Um die Frage zu beantworten, ob Menschen frei sind, muss zunächst geklärt werden, was unter dem Begriff „Freiheit“ zu verstehen ist. Wenn unter Freiheit die (partielle) Unabhängigkeit von den Naturgesetzen verstanden wird, sind wir nach Dennett nicht frei. Wenn unter Freiheit jedoch das Wollen und Handeln nach bestem Wissen und Gewissen verstanden wird, könne man sich tatsächlich Freiheit zusprechen. Dennett favorisierte die zweite Lesart.
Eine ähnliche Situation sah Dennett auch in Bezug auf das Selbst. Wenn unter „Selbst“ eine immaterielle Substanz (wie die Seele) oder ein allgemeines funktionelles Zentrum im Gehirn verstanden wird, so gibt es nach Dennett kein Selbst. Dennoch haben Menschen laut Dennett alle in einem anderen Sinne ein Selbst: In den Lebensgeschichten der Menschen bildeten sich Leitmotive, Wiederholungen, herausstechende Merkmale. So konstituiere sich ein Selbst, das Dennett auch als das „Zentrum der narrativen Gravitation“ (oder Erzählschwerpunkt; center of narrative gravity) bezeichnete. Es könne nur dadurch existieren, dass der Mensch eine Sprache der Worte oder der Gebärden spreche.

## Auszeichnungen
- 2001 Jean-Nicod-Preis
- 2004 Humanist of the Year Award
- 2007 Richard-Dawkins-Award
- 2012 Erasmuspreis

## Dokumentarfilm
Dennett ist einer der Protagonisten in der Dokumentarfilmserie The Atheism Tapes (2004) von Jonathan Miller. The Atheism Tapes beinhalten Interviews mit sechs bedeutenden Persönlichkeiten aus dem Bereich Philosophie und Naturwissenschaften. Dennett äußerte sich in einem etwa halbstündigen Interview zum Thema Religion und Atheismus.
Er wird im Dokumentarfilm I, Pastafari: A Flying Spaghetti Monster Story (2019) interviewt.

## Schriften
- Content and Consciousness. Routledge & Kegan Paul, Humanities Press, London / New York 1969.
- Brainstorms: Philosophical Essays on Mind and Psychology. Bradford Books and Hassocks, Montgomery, VT 1978.
- mit Douglas R. Hofstadter: The Mind’s I: Fantasies and Reflections on Self and Soul. Basic Books, New York 1981.
  - deutsch: Einsicht ins Ich. Fantasien und Reflexionen über Selbst und Seele. Klett-Cotta, 5. Aufl. Stuttgart 2001, ISBN 3-608-93038-8.
- Elbow Room: The Varieties of Free Will Worth Wanting. Bradford Books/MIT Press, Cambridge, MA. 1984.
  - deutsch: Ellenbogenfreiheit. Die wünschenswerten Formen von freiem Willen. Beltz Athenäum, 2. Aufl. 1994.
- The Intentional Stance. Bradford Books/MIT Press, Cambridge, MA. 1987.
- Consciousness Explained. Little, Brown, Boston 1991.
  - deutsch: Philosophie des menschlichen Bewusstseins. Übers. von Franz M. Wuketits. Hoffmann und Campe, Hamburg 1994, ISBN 3-455-08446-X.
- Darwin’s Dangerous Idea: Evolution and the Meanings of Life. Simon & Schuster, New York 1995.
  - deutsch: Darwins gefährliches Erbe. Die Evolution und der Sinn des Lebens. Hoffmann & Campe, Hamburg 1997, ISBN 3-455-08545-8.
- Kinds of Minds. Basic Books, New York 1996.
  - deutsch: Spielarten des Geistes: wie erkennen wir die Welt? Ein neues Verständnis des Bewußtseins. Goldmann, München 2001, ISBN 3-442-15111-2.
- Brainchildren – Essays on Designing Minds. MIT Press, Bradford Book, 1998.
- Freedom Evolves. Allen Lane Publishers, 2003.
- Sweet Dreams. Philosophical Obstacles To A Science Of Consciousness. MIT Press, Bradford Book, 2005.
  - deutsch: Süße Träume: Die Erforschung des Bewußtseins und der Schlaf der Philosophie. Suhrkamp, Frankfurt 2007, ISBN 978-3-518-58476-7; Rezension von Michael Pauen.
- Breaking the Spell: Religion as a Natural Phenomenon. Viking Books, 2006.
  - deutsch: Den Bann brechen: Religion als natürliches Phänomen. Insel, Frankfurt 2008, ISBN 978-3-458-71011-0.
- mit Max Bennett, Peter Hacker, John Searle: Neuroscience and Philosophy. Brain, Mind and Language. Columbia Univ. Press, New York 2007, ISBN 0-231-14044-4[15]
  - Neurowissenschaft und Philosophie. Gehirn, Geist und Sprache (Einleitung und Schlussbetrachtung von Daniel Robinson, Übersetzung von Joachim Schulte). Suhrkamp, Berlin 2010, ISBN 978-3-518-58542-9.
- Science and Religion. Are they Compatible? (mit Alvin Plantinga). Oxford University Press, 2010, ISBN 978-0-19-973842-7.
- Von den Bakterien zu Bach – und zurück: Die Evolution des Geistes. Aus dem Amerikanischen von Jan-Erik Strasser. Suhrkamp, Berlin 2018, ISBN 978-3-518-58716-4.
- I’ve been thinking. Norton, 2023, ISBN 978-0-393-86805-0.